# Pęgów (województwo łódzkie)
Pęgów – wieś w Polsce położona w województwie łódzkim, w powiecie poddębickim, w gminie Uniejów.
W latach 1975–1998 miejscowość położona była w województwie konińskim.

## Historia
Pierwsza wzmianka o wsi Pęgów pochodzi z okresu panowania Piastów. W 1290 Szymon, mieszczanin uniejowski, otrzymał od arcybiskupa trzy wsie do lokowania na prawie niemieckim. Były to: Wielenin, część Orzeszkowa i Pęgów. W owym czasie istniała trasa Uniejów – Świnice, która wiodła przez Czekaj, Posadę, Wielenin i Pęgów.
Kolejne wzmianki w źródłach historycznych dotyczą prawie wyłącznie mieszkańców Pęgowa i ich związków z Uniejowem. W XV w. wysoka pozycja gospodarcza miasta oraz wzrost jego znaczenia na mapie centralnej Polski spowodowały, że do Uniejowa zaczęła ściągać okoliczna zubożała szlachta. Dlatego m.in. w 1489 szlachcianka Małgorzata z Pęgowa wyszła za mąż za kuśnierza Mikołaja, co uznano za mezalians.
W 1512 Mikołaj Pęgowski (syn Stachny z Pęgowa i wójta Jarosława Kotowskiego) odsprzedał dziedziczne wójtostwo wraz z młynem dworzaninowi arcybiskupa Jana Łaskiego, co wywołało oburzenie rodziny i znajomych (za transakcję wziął ponoć 230 grzywien + 25 grzywien za dwór i pole). Dwaj inni mieszkańcy Pęgowa pełnili funkcje burgrabich (zastępców starosty) zamku uniejowskiego: Stanisław Kos w latach 1452–1453 oraz Jan Pęgowski w 1510 i ponownie w 1540.
Przed II wojną światową wieś liczyła 4 gospodarstwa: Józef Moks posiadał 110 mórg, tyleż samo Dionizy Trzebiński, Kacper Pajor – 30 mórg, a rodzina Grzelaków 60 mórg; znaczna część gruntów należała wtedy do majątku w Stemplewie. Ziemie te po wojnie znacjonalizowano i oddano w posiadanie spółdzielni produkcyjnej, która przejęła również gospodarstwo Trzebińskich za niewywiązanie się z obowiązkowych dostaw produktów rolnych. We wsi istniał również drewniany pałac, na kamiennej podbudowie. Dwór pęgowski, podobnie jak ziemie, wszedł w skład majątku w Stemplewie i stopniowo uległ ruinie. Wioska posiadała również wiatrak wzniesiony na tzw. górkach pęgowskich, który spłonął przed II wojną światową.
W czasach istnienia Gromadzkich Rad Narodowych Pęgów należał do gminy Miniszew, a następnie do Chwalborzyc, a po reformie w 1975 do Uniejowa. Jednym z założycieli OSP w Zaborowie był Antoni Trzebiński z Pęgowa. OSP w Zaborowie pozostaje wspólną jednostką do dziś.
Pęgów liczy obecnie 40 mieszkańców i 12 gospodarstw o łącznej powierzchni ok. 250 ha gruntów.

## Ciekawostki

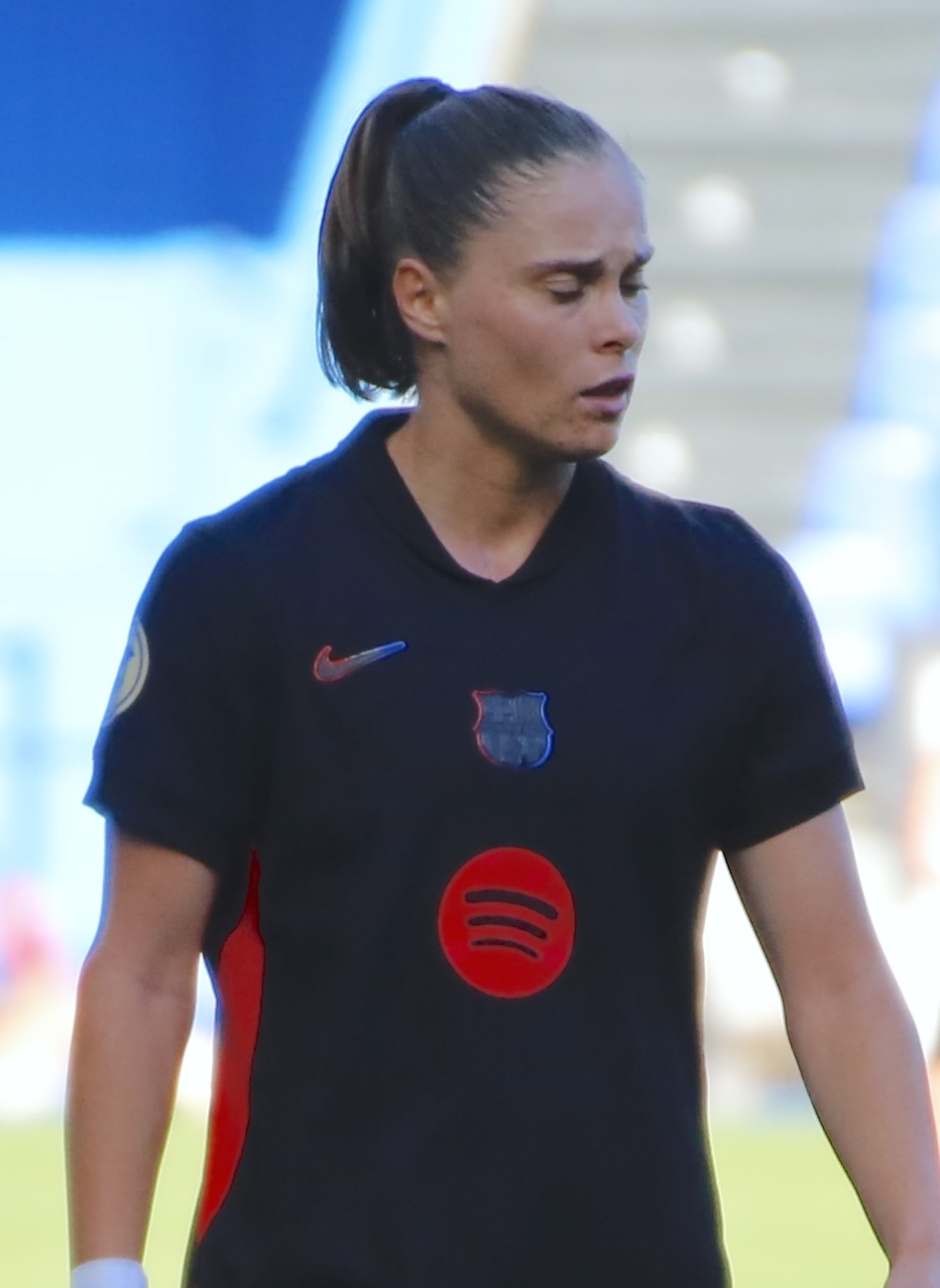
Ewa Pajor w koszulce meczowej FC Barcelony

- Z Pęgowa pochodzi Ewa Pajor - polska piłkarka, reprezentantka Polski, zawodniczka FC Barcelony[4].